# Betty Suarez
Beatriz 'Betty' U. Suarez es un personaje de ficción central y heroína de la americana serie de televisión dramática Ugly Betty. Es interpretada por America Ferrera, quien ganó un Globo de Oro en 2007 y un premio SAG en 2007 por su interpretación del personaje, así como el premio a la mejor actriz en una comedia en los 59.os premios Emmy y volvió a ser nominada en la misma categoría en los 60.os premios Emmy.

## Antecedentes
Betty Suarez vive en el barrio Jackson Heights en el municipio neoyorquino de Queens. En el colegio, Betty ganó el premio a la buena ciudadana. Betty devolvió el premio a la escuela, pero después lo recuperó y el director la llamó mala ciudadana. Asistió a la escuela secundaria en el municipio de Queens, donde se graduó en 2002 y recibió un diploma de Regente. Betty fue elegida como roca en una obra escolar. Ella nunca fue a la fiesta de graduación del instituto, calificándose como una anti-baile de graduación con su mejor amiga Trina, quien más tarde fue invitada al evento. Betty y Trina no volverían a hablarse hasta 2007. Como miembro de la Asociación de Música, recibió un premio por tocar címbalos y triángulos. Betty también participó como mascota para el equipo de baloncesto, para el que fue nombrada La mascota más inspiradora para el baloncesto, y también fue editora del anuario, título que probablemente se dio a sí misma.
Asistió a la universidad de Queens en Flushing, Queens, descrito como una de las universidad de Estados Unidos mejor valorados. Se graduó en diciembre de 2005 en medios de comunicación con cum laude. Fue tesorera de la Liga de Mujeres Latinas, editora del anuario y colaboradora en el periódico escolar Knight Journal. Debe tenerse en cuenta que su objetivo real es llegar a ser editor de una revista, lo que explica sus credenciales periodísticas. 
Durante el verano antes de asistir a la universidad y dos veranos en la universidad, trabajó en la Corona Cones como un "Especialista en servicio delicado/Administrador de fin de semana". Allí "logró una tripulación de 2 personas (incluida ella misma)", "iniciado y mantenido suave servir a la máquina durante el cruce doble pala", y cumplió "Obligaciones de las Partes del payaso, según sea necesario."
Suárez luego trabajó en la tienda Pro-Buy # 8474 como coordinador de recursos a tiempo parcial, desde el verano de 2004 a agosto de 2005. Ella diseñó el mensual "What's Up, Pro Buy!" boletín de los empleados.
Suarez luego se aprovechó de dos prácticas. En el verano de 2004, fue en la revista semanal Politics & More, colaborando en la investigación para el artículo de portada de julio de 2004, sobre los aspirantes presidenciales y sus esposas. El siguiente verano, trabajó en el Daily Dermatology Magazine;. su estancia en esta publicación de Brooklyn se centró en la investigación para una serie de cinco capítulos en los poros para la entonces próxima convención mundial de la piel. 
Suarez habla inglés y español fluidamente, y habla algo de Chino mandarín. También puede hablar algo de Portugués, como en un Spa en Brasil durante un episodio. 
Es participante en la recaudación anual de fondos, ganadora en 2004 del Concurso de Oratorio Royal Club, actual coordinadora del programa de Vigilancia Vecinal en su área, profesora de Matemáticas, miembro honorario de la sociedad de Historia local y trabajó como Batgirl para los New York Mets.

## Trabajando paraMode
Agradable y común en su apariencia cotidiana, aunque Suarez quizás no sea la mujer más atractiva de Nueva York, tiene confianza e inteligencia. A pesar de que otros la perciben como 'poco atractiva', trabaja en la prestigiosa revista de moda Mode, donde trabaja como asistente personal de Daniel Meade, nuevo redactor jefe de la revista, puesto por su padre, Bradford Meade, después de que la editora anterior, Fey Sommers fue asesinada debido a un corte de frenos en su coche. A pesar de la poco entusiasta reacción de Daniel por trabajar con ella, Betty logra ganárselo. Daniel es conocido por ser un mujeriego, y Betty evita la tentación de ponerse en su camino en el mundo de la moda. Ella mantiene su puesto de trabajo debido a su actitud y habilidad. A pesar de que la mayoría de su primer cheque fue para impuestos, las ganancias de Betty en Mode rondan los 37.810 dólares al año.
Sin embargo, Betty no es admirada por sus compañeros de trabajo, quienes se sienten amenazados por su presencia: Wilhelmina Slater, la directora creativa de la revista, quien quiere el trabajo del redactor jefe, su cohorte Marc St. James y una recepcionista, Amanda Tamen, están decididos a sabotear a Daniel y Betty a toda costa, pero por diferentes razones. Betty encuentra una amiga, Christina McKinney, una costurera cuyo conocimiento acerca de lo que sucede en Mode desempeñará un papel vital en su relación. El sentido de la moda de Betty, sus gafas, pelo, su corta estatura, y sus raíces de clase trabajadora de Queens son a menudo la burla de sus colegas, pero Suarez se las arregla para superar todo eso. 
Betty a menudo es un poco torpe, se golpea con las cosas, sobre todo con las ventanas de plexiglás. Se mantiene centrada y enfocada entre los choques de egos y los comportamientos excéntricos de sus colegas. 
Betty además se ha visto envuelta con la familia Meade en más de una ocasión. Bradford confía en ella porque Betty puede mantener intactas las responsabilidades financieras de Daniel, mientras que Daniel confía en ella para hacerse cargo de las cosas. Ella también es consciente de los problemas de Claire Meade con el alcohol, pero más tarde descubre que ella fue quien mató a Fey, cuando Claire le dijo a Betty que quería salir del país y no enfrentarse a los cargos por asesinato, Betty le habló y convenció a Claire para entregarse. Betty también quedó impresionada por los recientes cambios de sexo de Alexis Meade hasta el punto de que Alexis le preguntó dónde podía comprar un parche hormonal para no utilizar lejía para deshacerse de su bigote. Cuando Daniel y Alexis comenzaron la pugna por la propiedad de Publicaciones Meade, Betty entró en escena e hizo de mediadora, y les obligó a hablar en frente de su madre. Gracias a Betty, Daniel y Alexis acordaron una tregua hasta que el asunto sobre la empresa se liquidó.
Desde que empezó a trabajar junto a Daniel, le ha ayudado con su adicción al sexo y a las drogas, repara su confianza con su familia y mejora sus habilidades como redactor jefe, está junto a él para sacarle de los problemas, como una madre y una hija tratando de chantajearlo. Daniel también ha ayudado a Betty, mayoritariamente en el amor e intentando abrir su talento como escritora. Sin embargo, hubo un par de incidentes que casi terminan con eso: cuando Betty intentó proteger a Daniel de un escritor 'escribe todo', Daniel arremetió contra ella. La segunda vez vino cuando ella vio a Wilhelmina durmiendo con su guardaespaldas mientras que intentaba conseguir una maqueta del apartamento de Wilhelmina.  Cuando Wilhelmina sobornó a Betty para que no le hablara a Daniel de su jugueteo, Betty estuvo de acuerdo y traicionó a Daniel, sólo para ser despedida en la boda de Wilhelmina y Bradford. Más tarde se arrepentiría después de que Ignacio fue directamente al hospital y le dijo a Daniel la razón. Como Betty le dijo a Daniel que no era la misma persona que entró en Mode y que quería renunciar a su trabajo, sería Bradford el que dijo que no, por primera vez en el hospital antes de su muerte y luego como su subconsciente.
Betty sería la única que ayudaría a Claire con su condena por asesinato, en primer lugar, asegurándose de que Daniel y Alexis continuaban como propietarios de Publicaciones Meade y se reconciliaban con Bradford antes de su muerte. En el episodio "Odor in the Court", como Claire va a juicio por el asesinato de Fey, algunas nuevas pruebas aparecen en la mazmorra de Amor, junto con una botella de perfume que Claire da a Betty para su custodia durante el juicio. El diario de Fey revela un intento de matar a Claire, Fey había enviado una botella de perfume envenenado a Bradford para que se lo diese a Claire como suvenir, llevarla a la locura y matarla. Por un golpe de suerte, la locura de Claire dio lugar a la muerte de Fey en su lugar. Después de Betty casi se mata con el perfume, y después de que Amanda está convencida en entregar las pruebas a Betty, Claire es declarada inocente y liberada, así que Mode vuelve a estar bajo su control.
A partir de la segunda temporada, Wilhelmina Slater se convirtió en la redactora jefe de Mode.
En la tercera temporada, Wilhelmina intentó una vez más manipular a Betty para atraerla de nuevo a trabajar con ella, y tuvo éxito. Desafortunadamente, este súbito giro de los acontecimientos, junto con un intento de su nueva "Wilhelmina" no cayó bien a Marc, por lo que este dio a Betty una bolsa de cartas enviadas a Daniel preparando el escenario para la toma de Betty a renunciar como la asistente de Wilhelmina, Daniel regresa a su trabajo EIC y recontrata a Betty, y la degradación de Wilhelmina la devuelve de nuevo a Directora Creativa.
Pronto, Christina es empujada escaleras abajo por un desconocido que se traduce en la búsqueda de Betty a través del personal para de encontrar al culpable, finalmente, Alexis era el único. Alexis va a la cárcel, pero gracias a Claire, ella logra que sólo haga el servicio comunitario. Después de que Alexis se va a París, Betty tiene que lidiar con Gio que regresa de Italia (el viaje que Betty rechaza en el final de la segunda temporada). Gio que se enfada con Betty, pero Betty persevera para ganar su corazón de nuevo engañándole para ayudar a tener al DJ lejos de sus abuelos. Después de esto, los dos se reconcilian pero Gio quiere probar algo diferente para el amor y deja a Betty.
Ella además empieza a estudiar el programa YETI para jóvenes editores con Marc. En la última temporada, Betty y Marc compiten por un trabajo de editor en Mode. Daniel y Wilhelmina no pueden decidir a quien contratan, y finalmente toman la decisión lanzando una moneda al aire, y Betty consigue el ascenso. 
En el último capítulo de la serie, Betty deja Mode por un trabajo en Londres. Daniel se da cuenta de que él, igual que ella, quiere que sean más que amigos. Él le pide una cena y ella dice que le encantaría. Más tarde, Betty le pregunta a Daniel, en tono de broma, ya que ella busca un nuevo asistente, si quiere un nuevo trabajo.

## Familia y vida personal
En su casa de Queens, Betty tiene que lidiar con su padre Ignacio y su hermana Hilda, quienes creen que ha estado engañando sobre su trabajo y están preocupados de que sea tratada como una marioneta a causa de su apariencia. Sin embargo, su sobrino Justin es la única persona que apoya a Betty y piensa que debe seguir persiguiendo sus sueños.
Betty cree que su trabajo le ayudará a resolver las molestias legales con las que ha tenido que lidiar para conseguir un proveedor de HMO para su padre, quien tiene una enfermedad cardíaca y no puede beber productos que contengan cafeína, como el café. Pero esos esfuerzos hacen que Betty se pregunte por la razón real por la que el médico prohibió a su padre cuando descubrió que estaba usando el número de la Seguridad Social y el nombre de una persona fallecida, quien, si hubiera vivido, tendría 117 años. Ella más tarde averiguó que padre voló a México después de que se enamorara de su madre, quien en ese momento estaba casada con un rico banquero que abusaba de ella mientras el padre de Betty trabajaba para ellos como su jefe de cocina. Cuando ella dejó a su marido para estar con Ignacio, el banquero amenazó con matar a Ignacio con un cuchillo, pero Ignacio mató al hombre en defensa propia (más tarde descubrió que el banquero seguía vivo). La admisión de Ignacio podría levantar consecuencias para la familia si él es deportado a México y podría ir a la cárcel en ese país. Será a través del soborno de Wilhelmina como Betty conseguirá que Ignacio vuelva a Estados Unidos.
En asuntos de amor, la Betty soltera tiene que lidiar también con su exnovio Walter Tabachnik, quien la dejó pero luego quería volver quisiese ella o no. Betty y Walter salieron una vez y la familia de ella creía que era la persona con la que se casaría, pero él la engañó con Gina Gambarro, la vecina de la puerta de al lado de los Suárez. Cuando Betty averigua que Gina le ha usado para conseguir una televisión (que más tarde ella rompería), Betty decide que no quiere tener nada que ver con Walter, a pesar de las explicaciones de Gina sobre lo que ha pasado. Sin embargo, Betty vuelve con él y estaba dispuesta a trabajar fuera de su relación, lo que fue obstaculizado por la familia de Betty, que apoya a Walter, especialmente Hilda, quien quería que los dos estuviesen juntos. Pero esto se dificulta cuando Betty muestra sus sentimientos hacia Henry Grubstick, el contable del lugar de trabajo de Betty. 
Cuando Betty averigua que Henry dejó un mensaje a Hilda durante sus vacaciones, ella arremete contra Hilda, quien dijo que creía que tendría el corazón roto, pero se dio cuenta de que Betty era capaz de tomar sus propias decisiones. Desafortunadamente, después de seguir sus sugerencias, su romance se terminó, según evidenciaron Ignacio y Claire Meade, Betty finalmente separa su camino de Walter después de que él acepte un trabajo como subdirector en la nueva tienda de Pro-Buy en Maryland. Sin embargo, después de despedirse de Walter y cuando ella estaba a punto de decirle a Henry que ya era una mujer soltera, Henry le dice que su exnovia Charlie está de vuelta en Nueva York para resolver las cosas, y por así rompe el corazón de Betty. 
Como resultado de esto, Betty le dice a Henry que sería mejor que fuesen amigos a pesar de la atracción del uno por el otro. En el episodio Secretarie's Day, Henry le dice que la ama. En el siguiente episodio, A Tree Grows In Guadalajara, Betty cree que ha visto a Henry en México. Ella sigue la aparición y descubre la casa de su abuela. Su abuela, equivocando a Betty con su madre Rosa, le da valor para luchar por su amor. Betty decide luchar por Henry. 
En la última temporada, la relación de Betty y Henrry parece estar en un buen comienzo cuando Charlie vuelve diciendo que está embarazada de Henry. Henry decide mudarse con ella a Tucson y él se despide de Betty emotivamente y con pesar. Sin embargo, más tarde, mientras está en el dentista, este cuenta que Charlie estuvo engañando a Henry con el Dr. Farkas durante dos meses y anima a Betty a ir tras de Henry. Este plan, sin embargo, se echa a un lado cuando la policía se presenta en su puerta, diciendo que el prometido de Hilda, Santos, fue asesinado en un robo. Betty elige ir a contarle a Hilda, y por lo tanto dejar ir a Henry a Arizona. 
En la segunda temporada, Henry regresa a su trabajo para apoyar a Charlie, lo que hizo a Betty sentir incómoda porque estaba asustada de contarle lo de Charlie, pero a la vez tiene sentimientos hacia él. A pesar de la mezcla de sentimientos de Ignacio y Daniel, Betty y Hnery decidieron continuar su romance los cinco meses siguientes desde que él regresó de Arizona. Desafortunadamente, Betty también mostró interés por Giovanni Rossi, un propietario de tienda de delicatessen. Esto dio lugar a una relación, de la que Hilda y Henry fueron testigos, a pesar de que Betty aún no había notado ninguna chispa, creyendo que ella y Gio eran sólo amigos. Esto pondría a Betty en una situación comprometida. Gio quería viajar a Roma con ella y Henry quería que se casara con él. Al comienzo de la tercera temporada, se revela que ella no eligió a Henry ni a Gio, sino que en lugar de eso hizo un viaje a través del país para encontrarse a sí misma. 
Después de su regreso ella afirma que es 'más adulta', pero se sorprende cuando ve que Daniel es el redactor jefe de Player magazine, pero después ella acepta la propuesta de Wilhelmina para trabajar en Mode otra vez, ella se da cuenta de que Daniel quiere su antiguo puesto y después de que le muestra algunas cartas de lectores descontentos, él reclama su trabajo y contrata de nuevo a Betty. 
Decide tener su propio apartamento pero alquila un piso sin haberlo visto. Ella entonces tiene que lidiar con su antigua agresora, Kimmie Kegan, ya que es ahora la jefa de su padre. Después de una pelea en un restaurante de comida rápida en el cual trabajan, ella y Kimmie componen. Las cosas luego empiezan a mejorar después de que su familia, inicialmente contra ella, le ayuden en la limpieza y renovación de su apartamento. A continuación ella conoce a Jesse, su nuevo vecino y, obviamente, nuevo interés en el amor. Las cosas se vuelven del revés cuando Amanda se muda con ella por problemas financieros. Jesse besa a Amanda en la azotea durante una fiesta y Betty está herida hasta que Amanda se da cuenta de que a Betty le gusta y le dice que sólo fue un beso. Betty y Jesse tienen una cita y él sólo habla de sí mismo así que ella rompe con él. Su padre sufre un ataque al corazón así que ella decide mudarse de nuevo a Queens, dejando su apartamento para Amanda y Marc. Betty se une a YETI y así ella puede empezar a ir a lugares en su carrera profesional y conoce a un hombre llamado Matt Hartley quien trabaja para Sports Magazine. Betty empieza a salir con Matt y conoce a su madre, quien piensa que está por debajo de Matt (los padres de Matt son billonarios  pero Matt le dice a su madre que tendrá que lidiar con eso. 
Betty intenta llevar su relación con Matt al siguiente nivel en el episodio The Sex Issue pero él está evitando hacer eso. Betty está angustiada hasta que descubre que Matt tiene un problema con el sexo, el cual usa para 'conectarse' con otros en el pasado. Él hace un trato con Helen, su terapeuta, él no se acostará con nadie hasta que tenga una conexión emocional con ellos, lo cual él piensa que tiene con Betty. Ella empieza a sentirse rara por lo que Matt le dijo pero él le asegura que ella es la número 1 y ellos son vistos yendo al apartamento de Matt. 
Matt le pide a Betty que se mude con él y ella acepta. Sin embargo, pronto, después de que Henry regrese a Nueva York con su novia por unos pocos días, ella se da cuenta de que aún tiene sentimientos por él. Antes de la salida de Henry, Betty y Henry se reúnen y están de acuerdo en que deberían tomar caminos separados a pesar de sus sentimientos. Ellos se besan antes de que Henry se vaya. Matt ve esto y decide romper con Betty porque ella no es honesta con él. Él además le informa de que le seguirá viendo mucho, porque él ha conseguido un trabajo en Mode como superior de Betty. 
En la cuarta temporada, Matt hizo que la vida de Betty en el trabajo fuese una miseria y reveló en el episodio Blue On Blue que él hacía esto porque no podía ver a Betty feliz cuando él sentía tantísimo dolor. Volvieron a una condición más amistosa después de eso. Betty y Matt volvieron juntos al final de The Bahamas Triangle. En el episodio de Navidad, Betty y Hilda creen que ambas están embarazadas debido a una confusión con las pruebas de embarazo, pero al final,sólo Hilda está esperando un niño. Matt más tarde se va a África para ayudar a los desafortunados después de un lacrimoso adiós. Mientras tanto, Amanda da a Betty parte de la renta que no pagó después de mudarse y le anima a tener su apartamento de nuevo. 
En el final de la serie, Betty es consciente de los sentimientos de Daniel hacia ella. Deja Mode por un trabajo en Londres donde se encuentra con Daniel, quien le dice que ha dejado su trabajo como redactor jefe de Mode para encontrar algo que realmente le apasione. Además, él le pide una cena. Betty acepta la 'cita' y le pregunta (en broma) si necesita un trabajo, ya que ella está buscando un nuevo asistente. Daniel le dice que quizás presente su currículum vítae y mira a Betty mientras se va, haciendo un final poco romántico.